# Erik Arwidsson
Erik Konrad Arwidsson, född 26 juli 1913 i Kälarne, Håsjö församling, Jämtlands län, död där 30 maj 1994, var en svensk hinderlöpare. Han tävlade för Gefle IF.
Arwidsson hade det svenska rekordet på 3 000 meter hinder 1941 till 1943. Han vann SM i grenen åren 1941 och 1942.